# Columbia Rediviva
Columbia Rediviva (comúnmente conocido como Columbia) fue un buque privado, propiedad del Capitán Robert Gray, más conocido por viajar al Pacífico Noroccidental para efectuar el comercio de pieles. La palabra "Rediviva" (del Latín que significa "revivida") fue añadida a su nombre tras su reconstrucción en 1787. Cuando el Columbia fue adquirido por particulares dejó de usar el prefijo "USS".
La fragata fue construida en 1773 por James Briggs en el astillero de Hobart, en el Río Norte, Norwell, Massachusetts, y fue bautizada Columbia.
En 1790 se convirtió en el primer buque estadounidense en circunnavegar el globo. Durante la primera parte de su viaje fue acompañado por el balandro Lady Washington que sirvió de buque de apoyo para el Columbia. En 1792 el Capitán Gray descubrió el Río Columbia al que dio el nombre del barco.
El barco fue dado de baja y recuperado en 1806. Una réplica del Lady Washington está ubicada en el Grays Harbor Historical Seaport en Aberdeen, Washington.

## Curiosidades
- En 1956, una réplica a escala real del buque, Sailing Ship Columbia, fue creada para Disneylandia. En una de las atracciones temáticas del parque, el Columbia trasporta viajeros por los ríos de los Estados Unidos.
- El nombre del barco fue dado al malogrado Transbordador Espacial Columbia por la NASA.[3]

## Primeros tripulantes
- Joseph Ingraham, bajo el mando de Gray. En 1790 fue el capitán del Hope que compitió con el Columbia en el comercio de pieles.[4]
- Robert Haswell, bajo el mando de Gray en 1791-93, durante el segundo viaje al Pacífico Noroccidental.[5]

## Enlaces externos

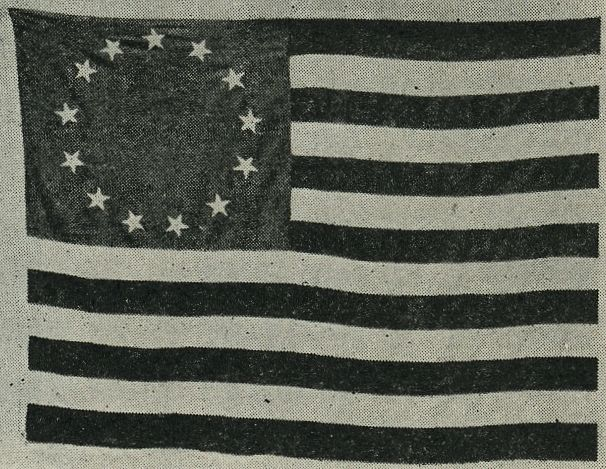
La bandera estadounidense que circunnavegó el globo con el Capitán Gray en el Columbia.